# Андерсон (округ, Техас)
Округ А́ндерсон (англ. Anderson County) — округ в штате Техас (США). Административный центр округа — город Палестин.

## История
Округ Андерсон был образован в 24 марта 1846 года и назван в честь Кеннета Льюиса Андерсона, четвёртого и последнего вице-президента республики Техас.

## География
Округ расположен в восточной части штата Техас. По данным Бюро переписи населения США, общая площадь территории округа — 2792 км², из которых 2752 км² составляет суша, а 40 км² (1,4 %) — водная поверхность.

### Населённые пункты

#### Города, посёлки, деревни
- Палестин
- Элкхарт
- Франкстон

#### Немуниципальные территории
- Буа-д’Арк
- Брадфорд
- Брум-Сити
- Кейюга
- Монталба
- Нечес
- Слокум
- Теннесси-Колони
- Уайлд-Кэт-Блафф

### Основные шоссе
- Шоссе 79
- Шоссе 84
- Шоссе 175
- Шоссе 287
- Автомагистраль 19
- Автомагистраль 155
- Автомагистраль 294

### Соседние округа
- Лион (юго-запад)
- Фристон (запад)
- Хендерсон (север)
- Хьюстон (юг)
- Чероки (восток)

## Демография
По данным переписи 2010 года, численность населения округа составляла 58 458 человек.
По данным переписи 2000 года в округе проживало 55 109 жителей, в составе 15 678 хозяйств и 11 335 семей. Плотность населения была 20 человек на квадратный километр. Насчитывалось 18 436 жилых домов, при плотности покрытия 17 построек на квадратный километр. Расовый состав населения был 66,44 % белых, 23,48 % афроамериканцев, 0,64 % индейцев, 0,45 % азиатов, 0,03 % коренных гавайцев или других жителей Океании, 8 % прочих рас, и 0,96 % представители двух или более рас. 12,17 % населения являлись испано- или латиноамериканцами.
Из 15 678 хозяйств 34,1 % воспитывали детей возрастом до 18 лет, 55,5 % супружеских пар живших вместе, в 13,2 % семей женщины проживали без мужей, 27,7 % не имели семей. На момент переписи 24,8 % от общего количества жили самостоятельно, 11,8 % одинокие старики в возрасте от 65 лет и старше. В среднем на каждое хозяйство приходилось 2,58 человека, среднестатистический размер семьи составлял 3,07 человека.
Показатели по возрастным категориям в округе были следующие: 20,7 % жители до 18 лет, 9,3 % от 18 до 24 лет, 37,7 % от 25 до 44 лет, 20,6 % от 45 до 64 лет, и 11,7 % старше 65 лет. Средний возраст составлял 36 лет. На каждых 100 женщин приходилось 155,8 мужчин. На каждых 100 женщин в возрасте 18 лет и старше приходилось 173,4 мужчины.
Средний доход на хозяйство в округе составлял 31 957 долларов, на семью — 37 517 долларов. Среднестатистический заработок мужчины был 27 070 долларов против 21 577 долларов для женщины. Доход на душу населения в округе был 13 838 долларов. Около 12,7 % семей и 16,5 % общего населения зарабатывало ниже прожиточного минимума. Среди них 21,6 % лиц, не достигших 18 лет, и 16,6 % лиц старше 65 лет.

## Политическая ориентация
На президентских выборах 2008 года Джон Маккейн получил 71,35 % голосов избирателей против 27,8 % у демократа Барака Обамы.
В Техасской палате представителей округ Бриско числится в составе 8-го района. 

## Образование
Образовательная система в округе представлена следующими школьными округами:
- школьный округ Атенс[4] (частично)
- школьный округ Кейюга[5]
- школьный округ Элкхарт[6] (частично)
- школьный округ Франкстон[7] (частично)
- школьный округ Ла-Пойнор[8] (частично)
- школьный округ Нечес[9]
- школьный округ Палестин[10]
- школьный округ Слокум[11]
- школьный округ Уэствуд[12]